# U Got 2 Let The Music
Az U Got 2 Let The Music című dal az olasz Cappella duó 3. kimásolt kislemeze az U Got 2 Know című albumról. A dal nagy siker volt több európai országban is, illetve több slágerlistára is felkerült.
A dal szövege (U Got 2 Let The Music, Move Your Feet) JM Silk Let The Music Take Control (1987) című dalának refrénjéből származik. A dal alapja az Alphaville Sounds Like A Melody (1984) című dalának eredetije.
A dal videoklipjéből két változat készült.

## Megjelenések
Maxi CD  Németország ZYX Music 7110-8
1. U Got 2 Let The Music (Radio Version)	- 3:32
2. U Got 2 Let The Music (Mars Plastic Mix) - 5:46
3. U Got 2 Let The Music (Plus Staples Mix) - 5:15
4. U Got 2 Let The Music (Pagany KM 1972 Mix) - 5:24
5. U Got 2 Let The Music (D.J. Pierre Mix) - 5:31

Maxi CD (Remix 2004)  Németország
ZYX Music – ZYX 9858-5
1. U Got 2 Let The Music (DJ Shog Remix) - 7:34
2. U Got 2 Let The Music (Pulsedriver Vs. Bass-T Remix) - 6:06

2x12  Olaszország
Media Records – MR 612
- A1	U Got 2 Let The Music (R.A.F. Zone Mix) - 5:33
- A2	U Got 2 Let The Music (Pagany Tribalism Mix) - 5:38
- B1	U Got 2 Let The Music (Pagany KM 1972 Mix) - 5:20
- B2	U Got 2 Let The Music (Mars Plastic Mix) - 6:00
- C1	U Got 2 Let The Music (D.J. Professor Trans Xcut) - 11:30
- C2	U Got 2 Let The Music (D.J. Pierre Trance Mix) - 6:00
- D1	U Got 2 Let The Music (Plus Staples Mix) - 5:20
- D2	U Got 2 Let The Music (D.J. Pierre Mix) - 6:00

## Slágerlisták
| Slágerlista (1993–94)                 | Legmagasabb helyezés |
| ------------------------------------- | -------------------- |
| Australia (ARIA)                      | 169                  |
| Ausztria (Ö3 Austria Top 40)          | 1                    |
| Belgium (Ultratop 50 Flanders)        | 6                    |
| Belgium (VRT Top 30 Flanders)         | 6                    |
| Europe (Eurochart Hot 100)            | 4                    |
| Finland (Suomen virallinen lista)     | 1                    |
| Franciaország (Single Top 100)        | 12                   |
| Németország (Media Control Charts)    | 3                    |
| Italy (FIMI)                          | 8                    |
| Hollandia (Top 40)                    | 13                   |
| Hollandia (Single Top 100)            | 9                    |
| Norvégia (VG-lista)                   | 4                    |
| Svédország (Sverigetopplistan)        | 14                   |
| Svájc (Schweizer Hitparade)           | 1                    |
| Egyesült Királyság (UK Singles Chart) | 2                    |

### Év végi összesítések
| Slágerlista (1994)                | Legmagasabb helyezés |
| --------------------------------- | -------------------- |
| Austria (Ö3 Austria Top 40)       | 8                    |
| Belgium (Ultratop 50 Flanders)    | 65                   |
| Italy (FIMI)                      | 48                   |
| Netherlands (Single Top 100)      | 67                   |
| Switzerland (Schweizer Hitparade) | 20                   |